# Svetozar Gligorić

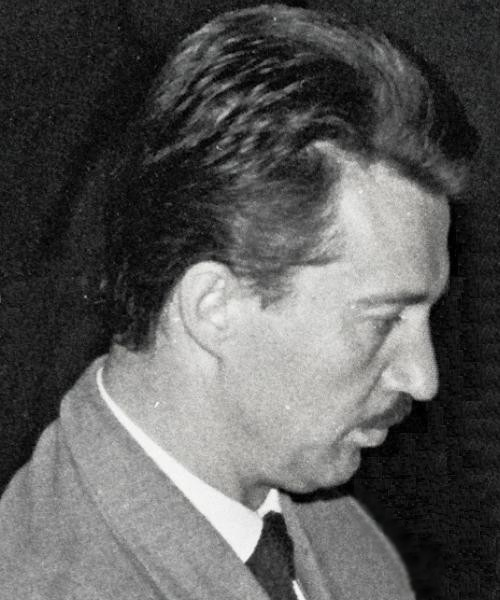
Svetozar Gligorić, 1961.

Svetozar Gligorić, född 2 februari 1923 i Belgrad, död 14 augusti 2012 i Belgrad, var en serbisk och jugoslavisk internationell stormästare i schack. Han var välkänd som domare vid internationella matcher och som schackjournalist. Hans partikommentarer var ofta djupa och utförliga, nästan små teoriartiklar i sig.

## Schackkarriär
Gligorić var en av de framgångsrika turneringsspelarna i mitten av 1900-talet. Till exempel Mar del Plata 1950, Stockholm 1954, Belgrad 1964, Manilla 1968, Lone Pine 1972 och 1979. I Hastings kom han etta eller delad etta 1951–2, 1956–7, 1959–60, 1960–61 och 1962–3. Han blev jugoslavisk mästare 1947 (delat), 1948 (delat), 1949, 1950, 1956, 1957, 1958 (delat), 1959, 1960, 1962, 1965 och 1971.
Han representerade Jugoslavien vid femton Schackolympiader mellan 1950 och 1982, totalt 223 partier (+88 =109 −26). I Schack-OS i Dubrovnik 1950, spelade Gligoric på första bordet och ledde laget till seger.
Han deltog i kvalificeringsturneringar för VM flera gånger, med blandade resultat. Han vann zonturneringen 1951, 1960 (delat), 1963, 1966 och 1969 (delat) och vid interzonturneringarna 1952, 1958, och 1967 kvalificerade han sig till kandidatmatcherna påföljande år.